# Summertime Sadness
Summertime Sadness – singel amerykańskiej piosenkarki Lany Del Rey, wydany 22 czerwca 2012 roku nakładem wytwórni fonograficznych Interscope oraz Vertigo. Singel został wydany w celach promujących płytę Born to Die, która na rynku ukazała się 30 stycznia 2012 roku. 
Kompozycja została napisana przez Ricka Nowelsa oraz samą wokalistkę.
Określono go jako reprezentującego m.in. gatunki chamber pop i alternative pop.

## Listy utworów i formaty singla
Single CD
1. „Summertime Sadness” (Radio Mix) – 4:12
2. „Summertime Sadness” (Album Version) – 4:23

Digital Download
1. „Summertime Sadness” (Radio Mix) – 4:12
2. „Summertime Sadness” (Album Version) – 4:23
3. „Summertime Sadness” (Radio Mix Extended Version) – 5:06
4. „Summertime Sadness” (Hannes Fischer Nightflight Remix) – 6:41

12" Vinyl
1. „Summertime Sadness” (Todd Terry Remix) – 6:35
2. „Summertime Sadness” (Todd Terry Dub) – 5:37
3. „Summertime Sadness” (Hannes Fischer Nightflight Remix) – 6:41
4. „Summertime Sadness” (Marbert Rocel Remix) – 5:41

## Pozycje na listach
| Lista przebojów                  | Pozycja |
| -------------------------------- | ------- |
| Austria (Ö3 Austria Top 40)      | 8       |
| Francja (SNEP)                   | 56      |
| Polska (AirPlay – Top)           | 1       |
| Szwajcaria (Schweizer Hitparade) | 9       |

## Certyfikaty i sprzedaż
| Kraj                      | Certyfikat         | Sprzedaż   |
| ------------------------- | ------------------ | ---------- |
| Austria (IFPI Austria)    | złota płyta        | 15 000+    |
| Kanada (MC)               | 2x platynowa płyta | 160 000+   |
| Meksyk (AMPROFON)         | platynowa płyta    | 60 000+    |
| Niemcy (BVMI)             | 3x platynowa płyta | 900 000+   |
| Portugalia (AFP)          | 3x platynowa płyta | 60 000+    |
| Stany Zjednoczone (RIAA)  | 6x platynowa płyta | 6 000 000+ |
| Szwajcaria (IFPI Schweiz) | 5x platynowa płyta | 150 000+   |
| Szwecja (GLF)             | 3x platynowa płyta | 120 000+   |
| Włochy (FIMI)             | 3x platynowa płyta | 150 000+   |